# 張應文
參數所指定的目標頁面不存在，建議更正成存在頁面或直接建立下列一個頁面（建立前請先搜尋是否有合適的存在頁面可以取代）：
- 张应文 (1925年)

張應文（？—？），字茂實，號彝齋，一作彝甫，又號被褐先生、巢居子、闻闻居士。江蘇崑山人，明朝政治人物。

## 生平
少游太學，監生出身，屢試不中，以古器書畫自娛。自嘉定徙居長洲，多任俠，好擊劍，與王世貞友好。好藏書。著有《清祕藏》2卷、《張氏藏書》、《巢居小稿》等。

## 家族
有子張謙德。